# جون هودياك
جون هودياك (بالإنجليزية: John Hodiak)‏ مواليد 16 أبريل 1914 في بيتسبرغ - الوفاة 19 أكتوبر 1955 في كاليفورنيا، الولايات المتحدة، هو ممثل أمريكي بدأ مسيرته الفنية سنة 1939.

## الأعمال
- فتيات هارفي
- في مكان ما في الليل
- ساحة المعركة
- سيدة بدون جواز سفر
- دراجونفلاي سكوادرون
- محاكمة

## روابط خارجية
- جون هودياك على موقع IMDb (الإنجليزية)
- جون هودياك على موقع ألو سيني (الفرنسية)
- جون هودياك على موقع ميوزك برينز (الإنجليزية)
- جون هودياك على موقع تيرنر كلاسيك موفيز (الإنجليزية)
- جون هودياك على موقع أول موفي (الإنجليزية)
- جون هودياك على موقع قاعدة بيانات برودواي على الإنترنت (الإنجليزية)
- جون هودياك على موقع قاعدة بيانات الأفلام السويدية (السويدية)
- جون هودياك على موقع إن إن دي بي (الإنجليزية)
- جون هودياك على موقع ديسكوغز (الإنجليزية)
- جون هودياك على موقع قاعدة بيانات الفيلم (الإنجليزية)